# Juhász Réka
Juhász Réka (Debrecen, 1974. október 22. –) magyar színésznő.

## Életpályája
1993-ban a debreceni Ady Endre Gimnáziumban érettségizett. 1993-1997 között a Színház- és Filmművészeti Főiskola hallgatója volt. Főiskolai gyakorlatát a Vígszínházban töltötte. 1997-2012 között a Budapesti Kamaraszínház tagja volt. 2012-től szabadúszó, több színházban is szerepel.

### Magánélete
Férje, Soós Péter filmrendező. Két fiuk született: Bence és Márkó.

## Fontosabb színházi szerepei
- Herczeg Ferenc: Kék Róka (Lencsi) – 2015/2016
- Egressy Zoltán: Három Koporsó (Feleség, 28 Éves) – 2013/2014
- Charles Dickens – Soós Péter: Karácsonyi Ének (Szereplő) – 2012/2013
- Tennessee Williams: Macska A Forró Tetőn (Mae Pollitt) – 2011/2012
- Christopher Hampton: Teljes Napfogyatkozás (Eugénie) – 2010/2011
- Spewack Bella – Cole Porter – Sam Spewack: Csókolj Meg Katám! (Lois Lane (Bianca), Színésznő) – 2007/2008
- Geszti Péter – Békés Pál – Dés László: A Dzsungel Könyve (Bagira) – 2006/2007
- Dacia Maraini: Mária És Erzsébet (Letizia, Lennox Gróf Özvegye ) – 2006/2007
- Federico García Lorca: Bernarda Alba Háza (Amelia) – 2006/2007
- Patkányiszony (Asta Allmers) – 2006/2007
- Forgách András: Erik (Laura) – 2005/2006
- Robert Thomas: Nyolc Nő (Susanne) – 2004/2005
- Bekes József: Durr Bele (Kata, A Lányuk) – 2004/2005
- Sergi Belbel: Eső Után/Eső Előtt (Titkárnő (Szőke)) – 2003/2004
- Jean Cocteau: A Kétfejű Sas (Edith Von Berg ) – 2003/2004
- Benchetrit: A Párizsi Gyors (Michelle) – 2002/2003
- William Shakespeare: Macbeth (Lady Macduff, Lady Macbeth) – 2001/2002
- Bódy Gábor – Valerij Jakovlevics Brjuszov: Tüzes Angyal (Renáta) – 2000/2001
- Eugene O’Neill: Amerikai Elektra (Hazel Niles) – 2000/2001
- Pierre-Augustin Caron de Beaumarchais: Figaro Házassága (Suzanne, Komorna, Figaro Jegyese) – 1999/2000

## Tv-s és filmszerepei
- …a szomszéd tehene (2024)
- Legyetek szeretettel (2023)
- Drága örökösök (2019)
- Jóban Rosszban (2012–2014)
- Hacktion: Újratöltve (2012)
- Tűzvonalban (2007-2010)
- Egy rém rendes család Budapesten (2006)
- Csaó Bambinó (2005)